# Vila Bela da Santíssima Trindade
Vila Bela da Santíssima Trindade è un comune del Brasile nello Stato del Mato Grosso, parte della mesoregione del Sudoeste Mato-Grossense e della microregione dell'Alto Guaporé.

## Storia
La piccola città è stata fondata, dal 1752, attorno alla cattedrale (Igreja Matriz) del periodo coloniale, di cui oggi restano solo poche rovine.
È stata la prima capitale dello Stato del Mato Grosso.